# Le Désastre (film, 1913)
Pour plus de détails, voir Fiche technique et Distribution.
Le Désastre (The Battle of Gettysburg) est un film muet américain réalisé par Thomas H. Ince et Charles Giblyn, sorti en 1913.

## Synopsis
En 1863 à Gettysburg, le fiancé de Virginia Burke se bat dans les rangs de l'Union, alors que son frère se retrouve parmi les confédérés.

## Fiche technique
- Réalisation : Thomas H. Ince, Charles Giblyn
- Scénario : Thomas H. Ince, Richard V. Spencer, Charles Brown, C. Gardner Sullivan
- Production : Thomas H. Ince
- Date de sortie : 
  - États-Unis : 1er juin 1913

## Distribution
- Willard Mack
- Charles Edler : Abraham Lincoln
- Ann Little : Virginia Burke
- Joe King : Jack Lamar
- Burton L. King : Jim Burke
- Herschel Mayall
- Walter Edwards
- J. Barney Sherry
- George Fisher
- J. Frank Burke
- Enid Markey
- Gertrude Claire
- Shorty Hamilton
- Nat Pendleton
- Frank Borzage
- William Desmond Taylor